# Corribert
Corribert est une commune française, située dans le département de la Marne en région Grand Est. Elle appartient à la région naturelle de la Brie champenoise.
Commune rurale de l'aire d'attraction d'Épernay, Corribert est membre de la communauté de communes des Paysages de la Champagne, à qui elle a transféré un certain nombre de compétences (notamment en matière d'eau et de déchets).
Au dernier recensement de 2022, la commune comptait 64 habitants.
Son patrimoine architectural comprend notamment son église, dédiée à Notre-Dame. Son patrimoine naturel comprend une zone naturelle d'intérêt écologique, faunistique et floristique, celle du vallon boisé de Favorelles.

## Géographie

### Localisation et relief

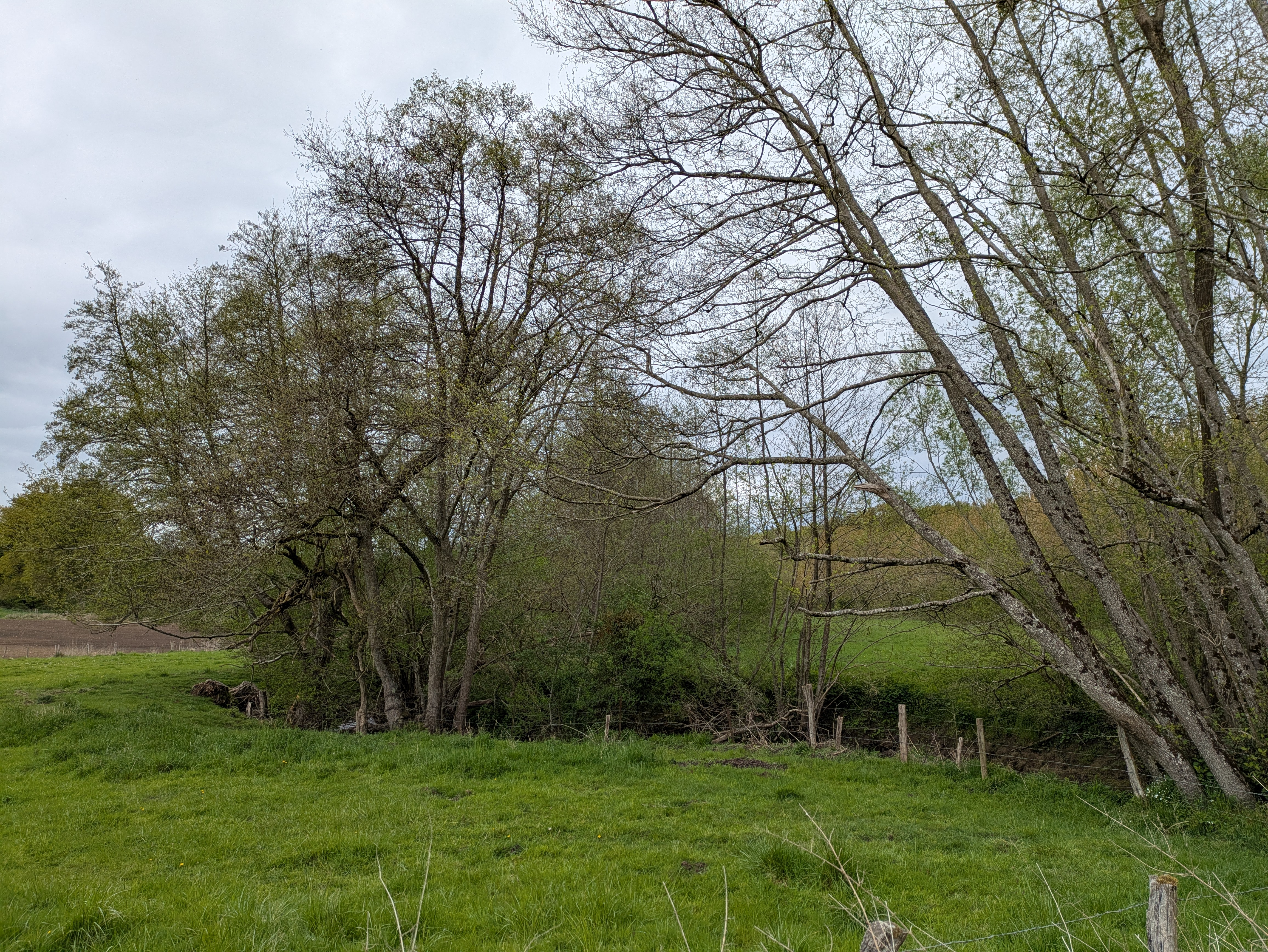
La vallée du Surmelin au nord de Corribert.

Corribert se trouve à l'ouest du département de la Marne, en région Grand Est. La commune appartient à la région agricole de la Brie champenoise.
La commune de Corribert s'étend sur une superficie de 971 hectares. Sur son territoire, l'altitude varie de 151 à 234 mètres. Corribert se trouve au sein du plateau briard. Son relief est marqué en son centre par la vallée du Surmelin, qui traverse la commune d'est en ouest, et le vallon du ru de Faverolles au nord. Le village est situé sur les flancs de la vallée du Surmelin.
Par la route, Corribert se situe à 51 km de Châlons-en-Champagne, préfecture, à 23 km d'Épernay, sous-préfecture, et à 20 km de Dormans, bureau centralisateur du canton de Dormans-Paysages de Champagne dont dépend Corribert depuis 2015. La commune fait en outre partie du bassin de vie d'Épernay.
Corribert est limitrophe de 6 communes :
|                 | Le Baizil               |               |
| Mareuil-en-Brie | Corribert               | Montmort-Lucy |
| Suizy-le-Franc  | La Chapelle-sous-Orbais | La Caure      |

### Hydrographie

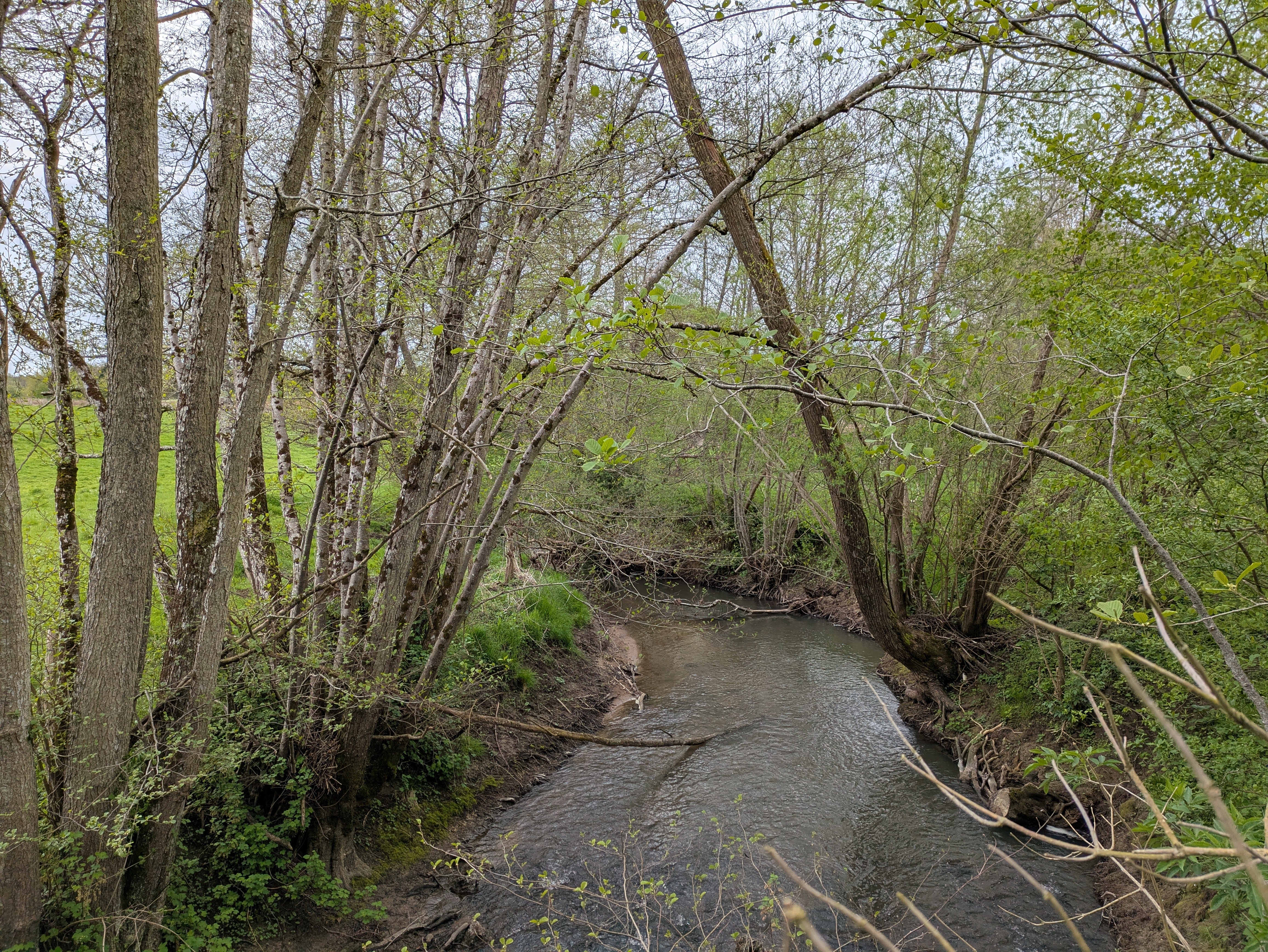
Le Surmelin à Corribert.

La commune est dans la région hydrographique « la Seine de sa source au confluent de l'Oise (exclu) » au sein du bassin Seine-Normandie. Elle est drainée par le Surmelin, le Fossé 02 du Four à Chaux, le ru de Faverolles et le ru de l'Étang Claudin,.
Le Surmelin, d'une longueur de 41 km, prend sa source dans la commune de Loisy-en-Brie et se jette dans la Marne à Chartèves, après avoir traversé 17 communes. 
Un plan d'eau complète le réseau hydrographique : l'étang l'Abbé (2,8 ha),.

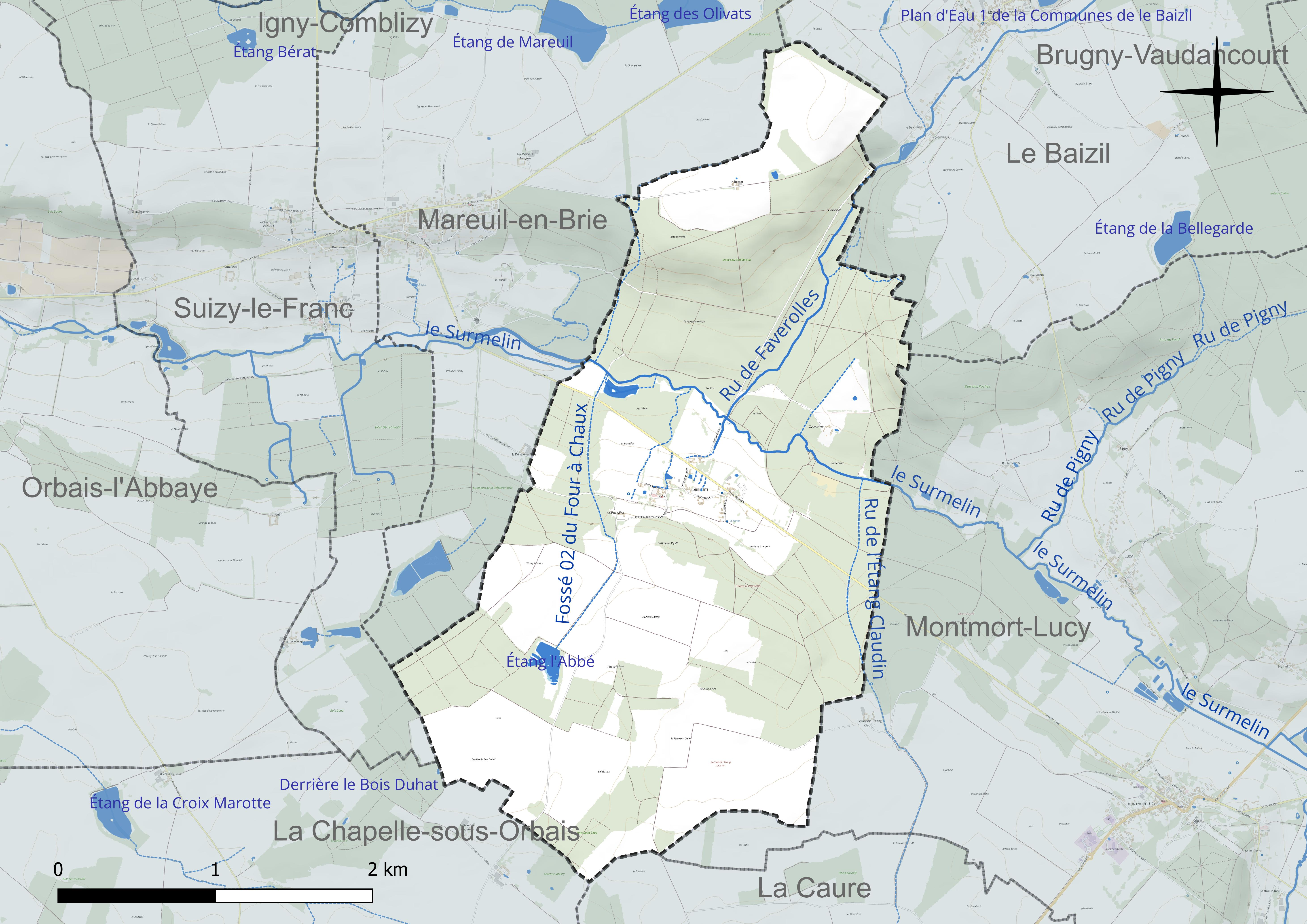
Réseau hydrographique de Corribert.

### Climat
Pour des articles plus généraux, voir Climat du Grand Est et Climat de la Marne.
En 2010, le climat de la commune est de type climat océanique dégradé des plaines du Centre et du Nord, selon une étude du Centre national de la recherche scientifique s'appuyant sur une série de données couvrant la période 1971-2000. En 2020, Météo-France publie une typologie des climats de la France métropolitaine dans laquelle la commune est exposée à un climat océanique altéré et est dans la région climatique  Nord-est du bassin Parisien, caractérisée par un ensoleillement médiocre, une pluviométrie moyenne régulièrement répartie au cours de l’année et un hiver froid (3 °C). 
Pour la période 1971-2000, la température annuelle moyenne est de 10,3 °C, avec une amplitude thermique annuelle de 16,1 °C. Le cumul annuel moyen de précipitations est de 788 mm, avec 11,5 jours de précipitations en janvier et 8,1 jours en juillet. Pour la période 1991-2020, la température moyenne annuelle observée sur la station météorologique de Météo-France la plus proche, « Chouilly », sur la commune de Chouilly à 20 km à vol d'oiseau, est de 11,4 °C et le cumul annuel moyen de précipitations est de 668,9 mm. 
La température maximale relevée sur cette station est de 40,3 °C, atteinte le 25 juillet 2019 ; la température minimale est de −12,3 °C, atteinte le 5 février 2012,,. 
Les paramètres climatiques de la commune ont été estimés pour le milieu du siècle (2041-2070) selon différents scénarios d'émission de gaz à effet de serre à partir des nouvelles projections climatiques de référence DRIAS-2020. Ils sont consultables sur un site dédié publié par Météo-France en novembre 2022.

### Milieux naturels et biodiversité

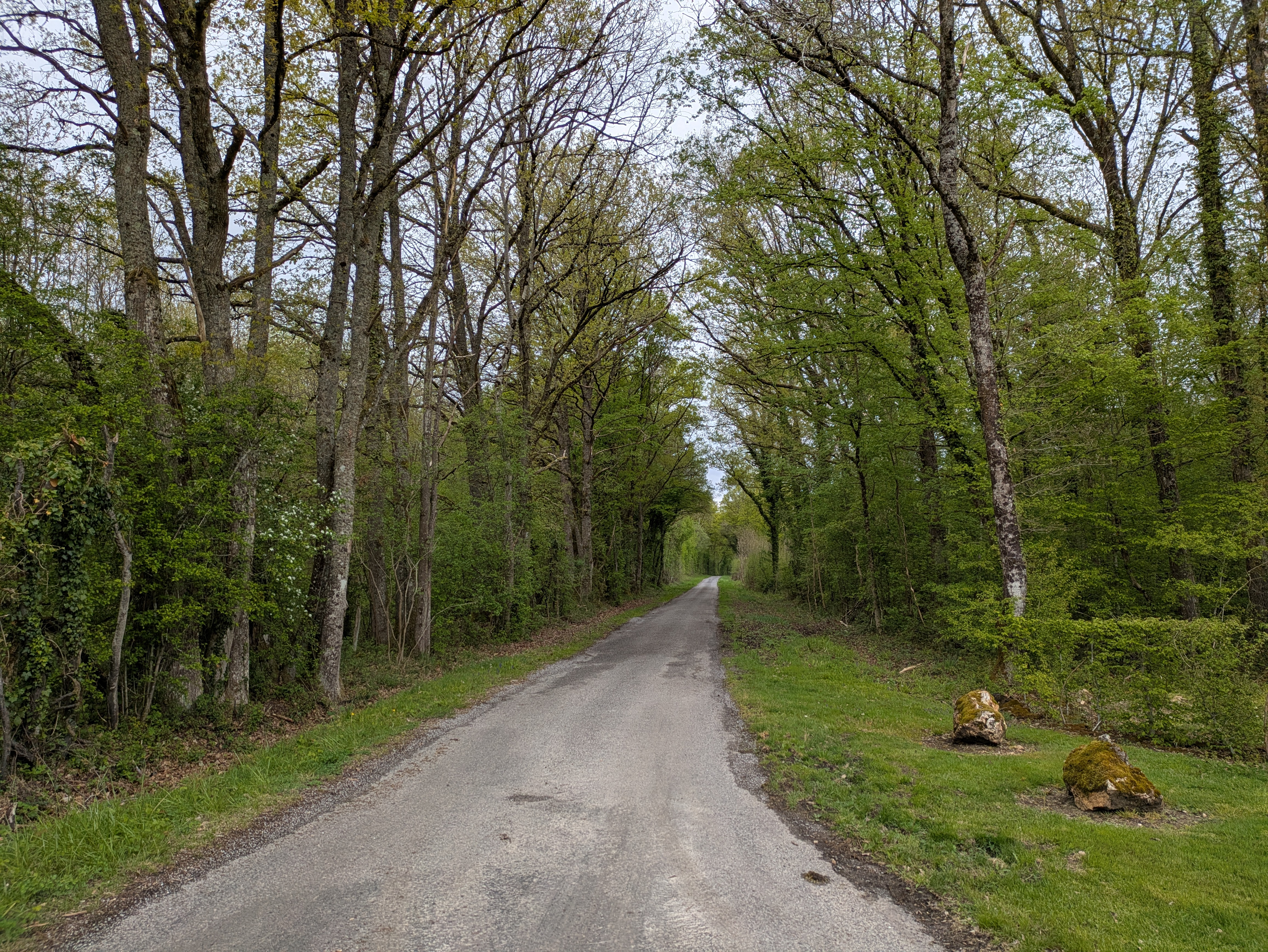
Entrée du vallon boisé de Favorelles depuis Corribert.

L'Inventaire national du patrimoine naturel (INPN) recense 198 espèces sur le territoire de la commune, dont 57 espèces protégées et 16 espèces menacées.
Corribert compte une zone naturelle d'intérêt écologique, faunistique et floristique (ZNIEFF). La ZNIEFF de type I du « vallon boisé de Favorelles à Corribert » s'étend sur 120 hectares dans un vallon formé par le ru de Faverolles entre Corribert et le Bas-Baizil. Le vallon est représentatif de la Brie champenoise avec un fond occupé par une aulnaie-frênaie à orme lisse et des pentes accueillant une chênaie pédonculée mésoneutrophile.

## Urbanisme

### Typologie
Au 1er janvier 2024, Corribert est catégorisée commune rurale à habitat très dispersé, selon la nouvelle grille communale de densité à sept niveaux définie par l'Insee en 2022.
Elle est située hors unité urbaine. Par ailleurs la commune fait partie de l'aire d'attraction d'Épernay, dont elle est une commune de la couronne,. Cette aire, qui regroupe 44 communes, est catégorisée dans les aires de 50 000 à moins de 200 000 habitants,.

### Occupation des sols
L'occupation des sols de la commune, telle qu'elle ressort de la base de données européenne d’occupation biophysique des sols Corine Land Cover (CLC), est marquée par l'importance des territoires agricoles (50,4 % en 2018), une proportion identique à celle de 1990 (50,4 %). La répartition détaillée en 2018 est la suivante : forêts (49,6 %), terres arables (30,1 %), prairies (20,3 %).
L'évolution de l’occupation des sols de la commune et de ses infrastructures peut être observée sur les différentes représentations cartographiques du territoire : la carte de Cassini (XVIIIe siècle), la carte d'état-major (1820-1866) et les cartes ou photos aériennes de l'IGN pour la période actuelle (1950 à aujourd'hui).

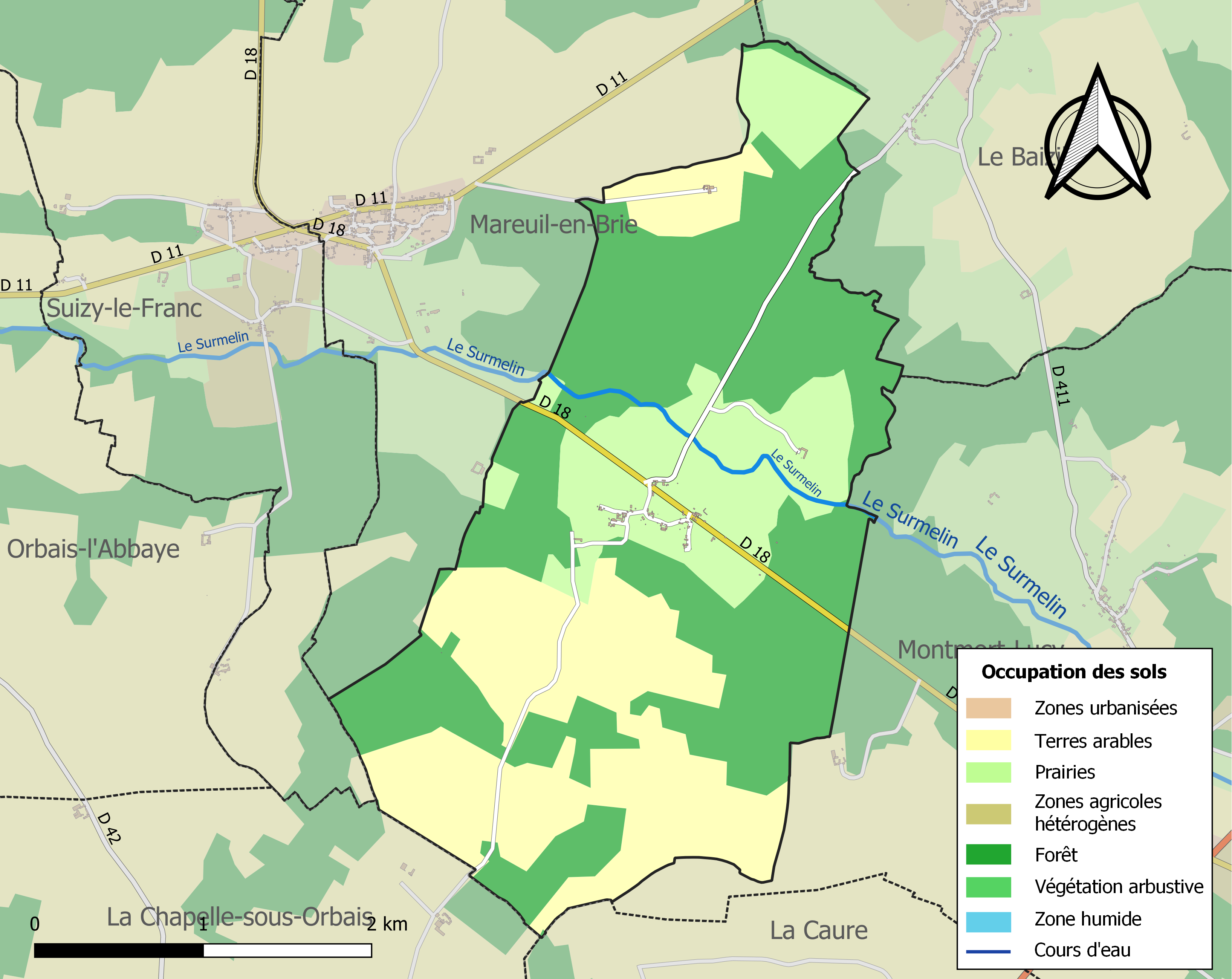
Carte des infrastructures et de l'occupation des sols de la commune en 2018 (CLC).

### Morphologie rurale, hameaux et écarts
Le village de Corribert, morcelé et peu dense, est principalement situé au sud de la route départementale 18.
Outre le village, la commune comprend deux fermes isolées : Courcelles au nord-est et le Rosset au nord-ouest,.

### Planification
Les règles d'urbanisme sur le territoire de Corribert sont déterminées par le schéma de cohérence territoriale d'Épernay et sa Région (SCoTER) approuvé le 5 décembre 2018 et par la carte communale adoptée par la commune le 18 novembre 2006.

### Habitat et logement
À Corribert, les constructions sont généralement anciennes et souvent liées à l'activité agricole. Elles sont historiquement construites en pierre meulière avec des encadrements en brique et des enduits à la chaux et au sable.
En 2021, la commune compte 35 logements. Ces logements sont uniquement des maisons ; la commune ne comptant aucun appartement. En raison de la prévalence des maisons, les résidences principales de Corribert disposent en moyenne de 4,9 pièces.
Le tableau ci-dessous présente une comparaison de quelques indicateurs chiffrés du logement pour Corribert, la communauté de communes des Paysages de la Champagne (CCPC), le département de la Marne et la France entière :
|                                                            | Corribert | CCPC   | Marne   | France     |
| ---------------------------------------------------------- | --------- | ------ | ------- | ---------- |
| Ensemble des logements                                     | 35        | 11 470 | 300 919 | 37 155 918 |
| Part des résidences principales (en %)                     | 77,0      | 80,9   | 87,5    | 82,2       |
| Part des résidences secondaires (en %)                     | 11,5      | 5,8    | 3,4     | 9,7        |
| Part des logements vacants (en %)                          | 11,5      | 13,4   | 9,1     | 8,1        |
| Part des propriétaires de leur résidence principale (en %) | 80,8      | 76,4   | 52,2    | 57,5       |

À Corribert, en 2021, 77 % des logements sont des résidences principales, 11,5 % des résidences secondaires et 11,5 % des logements vacants. Par ailleurs, 80,8 % des ménages sont propriétaires de leur résidence principale. Corribert se démarque alors par un nombre supérieur à la moyenne de résidences secondaires et de ménages propriétaires de leur résidence principale.
Parmi les 27 résidences principales construites avant 2019, 20 avaient été construites avant 1919, 2 entre 1919 et 1945 et 2 entre 1946 et 1970 et 3 entre 1971 et 1990. Aucune construction n'est intervenue par la suite entre 1991 et 2018.
Le tableau ci-dessous présente l'évolution du nombre de logements sur le territoire de la commune, par catégorie, depuis 1968 :
|                        | 1968 | 1975 | 1982 | 1990 | 1999 | 2010 | 2015 | 2021 |
| ---------------------- | ---- | ---- | ---- | ---- | ---- | ---- | ---- | ---- |
| Résidences principales | 18   | 22   | 21   | 20   | 21   | 23   | 25   | 27   |
| Résidences secondaires | 5    | 5    | 7    | 8    | 4    | 4    | 3    | 4    |
| Logements vacants      | 5    | 3    | 3    | 3    | 6    | 3    | 0    | 4    |
| Total                  | 28   | 30   | 31   | 31   | 31   | 30   | 28   | 35   |

### Voies de communication et transports
Corribert est traversée par la route départementale 18, entre Montmort-Lucy à l'est et Mareuil-en-Brie à l'ouest.

### Risques naturels et technologiques
Le territoire de Corribert est vulnérable à différents risques naturels. La commune n'est toutefois pas dans l'obligation d'élaborer et publier un document d'information communal sur les risques majeurs, ni un plan communal de sauvegarde.
La commune est concernée par les risques de mouvements de terrain et les risques d'inondation par remontée de nappe. La commune a fait l'objet d'un arrêté reconnaissant l'état de catastrophe naturelle à ce titre en 1999.
Corribert est affectée par le phénomène de retrait-gonflement des argiles (risque moyen). Le risque sismique est très faible sur son territoire. De même, le potentiel radon de la commune est faible.
Aucun risque technologique n'est identifié à Corribert.

## Toponymie
Le nom de la localité est attesté sous les formes Curtis Riberti (1147-1151) ; Corribert (1190) ; Corribertum (1220) ; Curebert (vers 1222) ; Couribert (1526) ; Curtis Eriberti (1783).
Parmi les écarts de Corribert, Courcelles est mentionnée dès le XIIIe siècle : Corcellæ vers 1222 puis Courceles vers 1252.

## Histoire
Corribert dépendait de l'abbaye de Val-Secret à Brasles près de Château-Thierry.
Une maison forte se trouvait au Moyen Âge à la place de la ferme de Courcelles.
À la Révolution française, la commune nouvellement créée rejoint le canton d'Orbais dans le département de l'Aisne. C'est en 1801 que Corribert intègre le canton de Montmort et le département de la Marne.

## Politique et administration

### Rattachements administratifs et électoraux

#### Rattachements administratifs
La commune se trouve dans l'arrondissement d'Épernay au sein du département de la Marne et de la région Grand Est.  
Elle faisait partie depuis 1801 du canton de Montmort-Lucy. Dans le cadre du redécoupage cantonal de 2014 en France, cette circonscription administrative territoriale a disparu, et le canton n'est plus qu'une circonscription électorale.

#### Rattachements électoraux
Pour les élections départementales, la commune fait partie depuis 2014 du canton de Dormans-Paysages de Champagne.
Pour l'élection des députés, elle fait partie de la troisième circonscription de la Marne.

### Intercommunalité

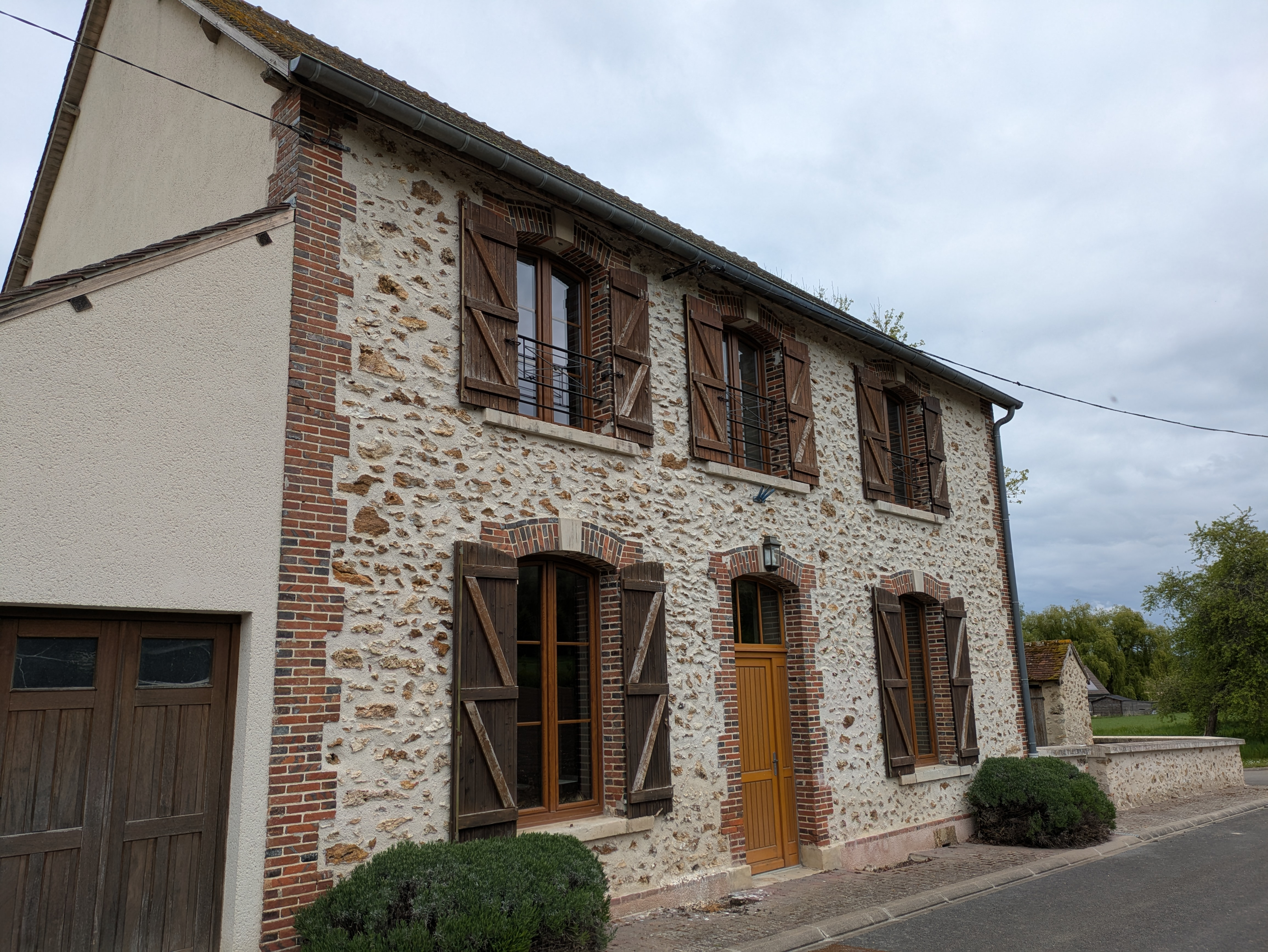
La mairie de Corribert.

Corribert était membre de la communauté de communes de la Brie des Étangs, un établissement public de coopération intercommunale (EPCI) à fiscalité propre créé en 2003 et auquel la commune avait transféré un certain nombre de ses compétences, dans les conditions déterminées par le Code général des collectivités territoriales.
Dans le cadre des dispositions de la loi portant nouvelle organisation territoriale de la République du 7 août 2015, qui prévoit que les établissements publics de coopération intercommunale (EPCI) à fiscalité propre doivent avoir un minimum de 15 000 habitants, cette intercommunalité a fusionné avec ses voisines pour former, le 1er janvier 2017, la communauté de communes des Paysages de la Champagne, dont est désormais membre la commune.
Corribert n'est membre d'aucune autre intercommunalité.

### Liste des maires
| Période                                  | Période                      | Identité        | Étiquette | Qualité                         |
| ---------------------------------------- | ---------------------------- | --------------- | --------- | ------------------------------- |
| Les données manquantes sont à compléter. |                              |                 |           |                                 |
| 1995                                     | En cours (au 4 juillet 2014) | Jacky Grandrémy |           | Réélu pour le mandat 2014-2020, |

### Jumelages
Au 1er janvier 2023, Corribert n'est jumelée avec aucune ville.

## Équipements et services publics

### Eau et déchets

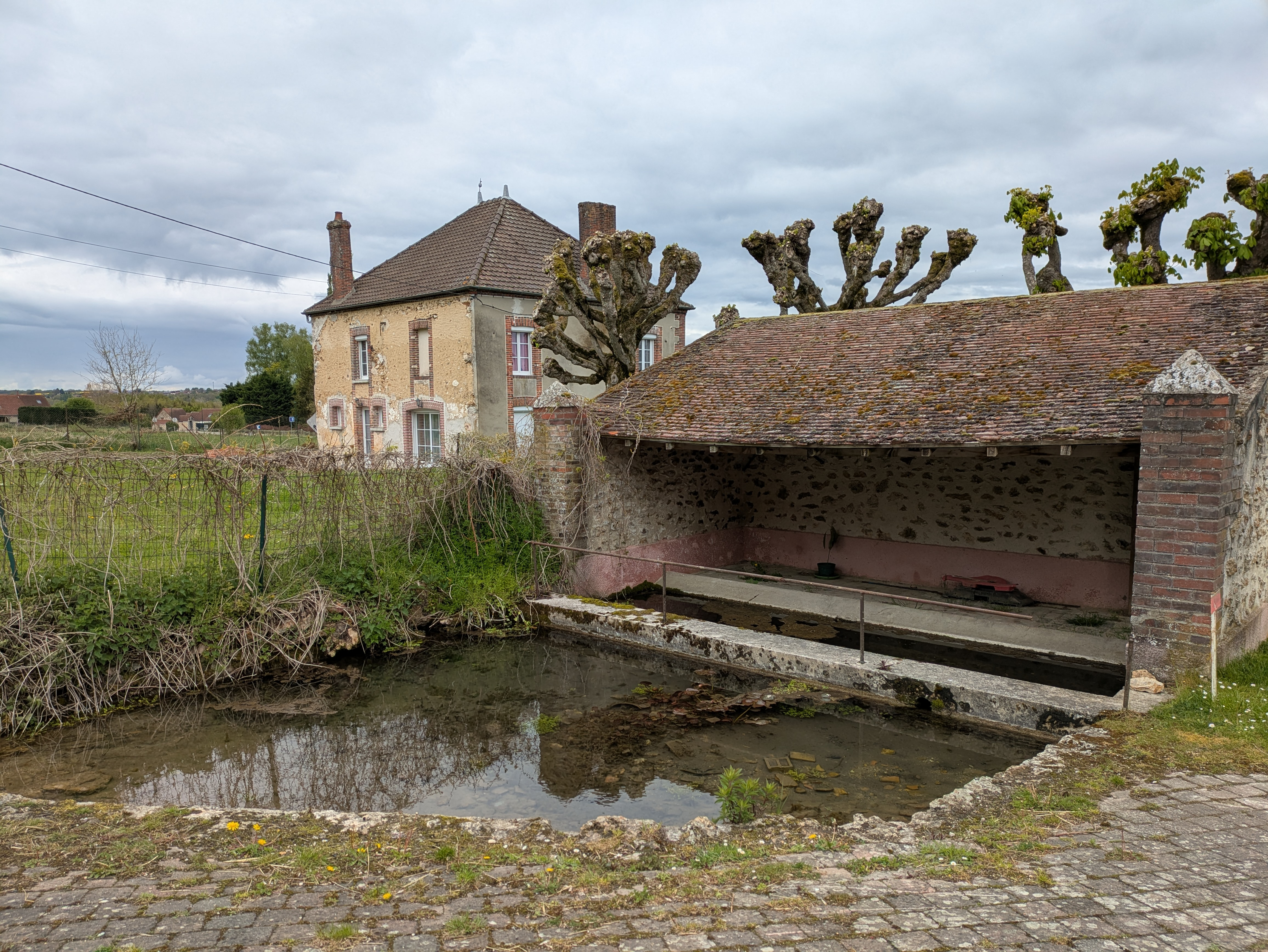
Le lavoir du centre.

L'approvisionnement en eau potable et l'assainissement des eaux usées sont des compétences de la communauté de communes des Paysages de la Champagne. La commune de Corribert est alimentée en eau potable par le captage de Suizy-le-Franc. La production et la distribution d'eau potable font l'objet d'une délégation de service public confiée à Suez jusqu'en 2029. Corribert accueille une station d'épuration à filtre à roseaux et filtre à sable d'une capacité de 50 équivalent-habitants sur son territoire. L'assainissement collectif y est assuré en régie par la communauté de communes.
La communauté de communes est également compétente en matière de déchets. La collecte des ordures ménagères résiduelles et des déchets recyclables est réalisée en porte à porte. La communauté de commune adhérant au syndicat de valorisation des ordures ménagères de la Marne (SYVALOM), ces déchets sont amenés au centre de transfert départemental de Pierry puis valorisés sur le site de La Veuve. La collecte du verre et des textiles se fait en apport volontaire. La communauté de communes met par ailleurs six déchèteries à disposition de ses habitants, accessibles après création d'une carte d'accès : à Châtillon-sur-Marne, Damery-Venteuil, Fèrebrianges, Mareuil-le-Port, Montmort-Lucy et Trélou-sur-Marne.

### Enseignement
Corribert fait partie de l'académie de Reims.
Les enfants de Corribert sont accueillis au sein des écoles de Montmort-Lucy. Installées rue de la Libération, les écoles sont fréquentées par 49 élèves de maternelle et 90 élèves d'élémentaire (chiffres 2024-2025)
Les jeunes de Corribert sont ensuite rattachés au collège Lucie Aubrac de Montmort-Lucy et au lycée La Fontaine du Vé de Sézanne.

### Postes et télécommunications
Aucune boîte aux lettres de La Poste ne se trouve sur le territoire de la commune. Les bureaux de poste les plus proches sont les agences communales de Montmort-Lucy et Orbais-l'Abbaye, situées à moins de 5 km de Corribert.

### Justice, sécurité et secours
Du point de vue judiciaire, Corribert relève du conseil de prud'hommes d'Épernay, du tribunal de commerce de Reims, du tribunal judiciaire, du tribunal paritaire des baux ruraux et du tribunal pour enfants de Châlons-en-Champagne, dans le ressort de la cour d'appel de Reims. Pour le contentieux administratif, la commune dépend du tribunal administratif de Châlons-en-Champagne et de la cour administrative d'appel de Nancy.
Corribert est située en secteur Gendarmerie nationale et dépend de la brigade d'Étoges.
En matière d'incendie et de secours, le centre d'incendie et de secours le plus proche est celui de Montmort, rattaché au Service départemental d'incendie et de secours (SDIS) de la Marne.

## Population et société

### Démographie
L'évolution du nombre d'habitants est connue à travers les recensements de la population effectués dans la commune depuis 1793. Pour les communes de moins de 10 000 habitants, une enquête de recensement portant sur toute la population est réalisée tous les cinq ans, les populations de référence des années intermédiaires étant quant à elles estimées par interpolation ou extrapolation. Pour la commune, le premier recensement exhaustif entrant dans le cadre du nouveau dispositif a été réalisé en 2008.

En 2022, la commune comptait 64 habitants, en évolution de +10,34 % par rapport à 2016 (Marne : −1,19 %, France hors Mayotte : +2,11 %).
| 1793 | 1800 | 1806 | 1821 | 1831 | 1836 | 1841 | 1846 | 1851 |
| ---- | ---- | ---- | ---- | ---- | ---- | ---- | ---- | ---- |
| 128  | 129  | 126  | 84   | 134  | 146  | 156  | 160  | 160  |

| 1856 | 1861 | 1866 | 1872 | 1876 | 1881 | 1886 | 1891 | 1896 |
| ---- | ---- | ---- | ---- | ---- | ---- | ---- | ---- | ---- |
| 136  | 166  | 173  | 172  | 150  | 151  | 144  | 136  | 109  |

| 1901 | 1906 | 1911 | 1921 | 1926 | 1931 | 1936 | 1946 | 1954 |
| ---- | ---- | ---- | ---- | ---- | ---- | ---- | ---- | ---- |
| 127  | 119  | 126  | 129  | 119  | 117  | 123  | 99   | 77   |

| 1962 | 1968 | 1975 | 1982 | 1990 | 1999 | 2006 | 2008 | 2013 |
| ---- | ---- | ---- | ---- | ---- | ---- | ---- | ---- | ---- |
| 63   | 39   | 54   | 56   | 46   | 50   | 53   | 54   | 59   |

| 2018 | 2022 | - | - | - | - | - | - | - |
| ---- | ---- | - | - | - | - | - | - | - |
| 61   | 64   | - | - | - | - | - | - | - |

### Vie associative
Si Corribert ne compte aucune association sur son territoire, l'association des familles rurales de Montmort-Lucy intervient toutefois à Corribert,.

### Cultes
Pour le culte catholique, Corribert dépend de la paroisse Saint-Alpin - Le Surmelin, au sein du diocèse de Châlons-en-Champagne.

### Médias
La presse écrite régionale comprend le quotidien L'Union et l'hebdomadaire L'Hebdo du vendredi.
Parmi les stations de radio locales, il est possible de citer Ici Champagne-Ardenne et Champagne FM.

## Économie

### Revenus de la population et fiscalité
Pour des raisons de secret statistique, le revenu disponible par unité de consommation et le taux de pauvreté à Corribert ne sont pas communiqués par l'Insee.

### Emploi
Corribert appartient à la zone d'emploi d'Épernay.
En 2021, le taux d'activité des 15-64 ans est de 70 %, inférieur à celui de la communauté de communes (79,7 %), du département (74 %) et de la France métropolitaine (74,9 %). Pour cette même catégorie de population, le taux de chômage est de 3,6 % contre 8 % pour la communauté de communes, 12,1 % pour la Marne et 11,7 % pour la France métropolitaine.
En 2021, Corribert compte uniquement deux emplois. Avec 28 actifs y résidant, la commune a alors un indicateur de concentration d'emploi de 7,4. Dans les faits, les deux emplois de Corribert sont occupés par des actifs résidant dans la commune tandis que 92,6 % des actifs travaillent dans une autre commune.

### Entreprises et agriculture
En 2022, la commune compte 5 établissements économiquement actifs (hors agriculture).
En 2020, Corribert compte une exploitation agricole, pour une surface agricole utilisée de 8 hectares et aucun emploi à temps plein. Selon l'Agreste, la production agricole de la commune est spécialisée dans la polyculture et le polyélevage.

## Culture locale et patrimoine

### Lieux et monuments
Le principal monument de la commune est l'église Notre-Dame, de style roman. Sa nef remonte au XIIe siècle, son chœur voûté d'ogives et son portail occidental au XIIIe siècle, son collatéral nord au XVIe siècle. Elle se démarque par un important clocher maçonné au-dessus du chœur et fait l'objet d'une protection au titre des monuments historiques depuis 1979.
À l'intérieur, plusieurs éléments sont inscrits ou classés en tant qu'objet au titre des monuments historiques : 8 chapiteaux taillés sur le portail ouest du XIIIe siècle ; les clefs de voûte du chœur du XIIIe siècle représentant des personnages ; une peinture murale des XIVe ou XVe siècle au nord de la nef ; le retable et son tableau de la Vierge au croissant du XIXe siècle ; deux sculptures en bois (une poutre de gloire du XVe siècle et un tronc de la Vierge du XVIIe siècle).
Outre l'église, la Carte communale de Corribert note deux éléments de patrimoine à conserver : le monument au mort et les lavoirs de la commune.

L'église Notre-Dame
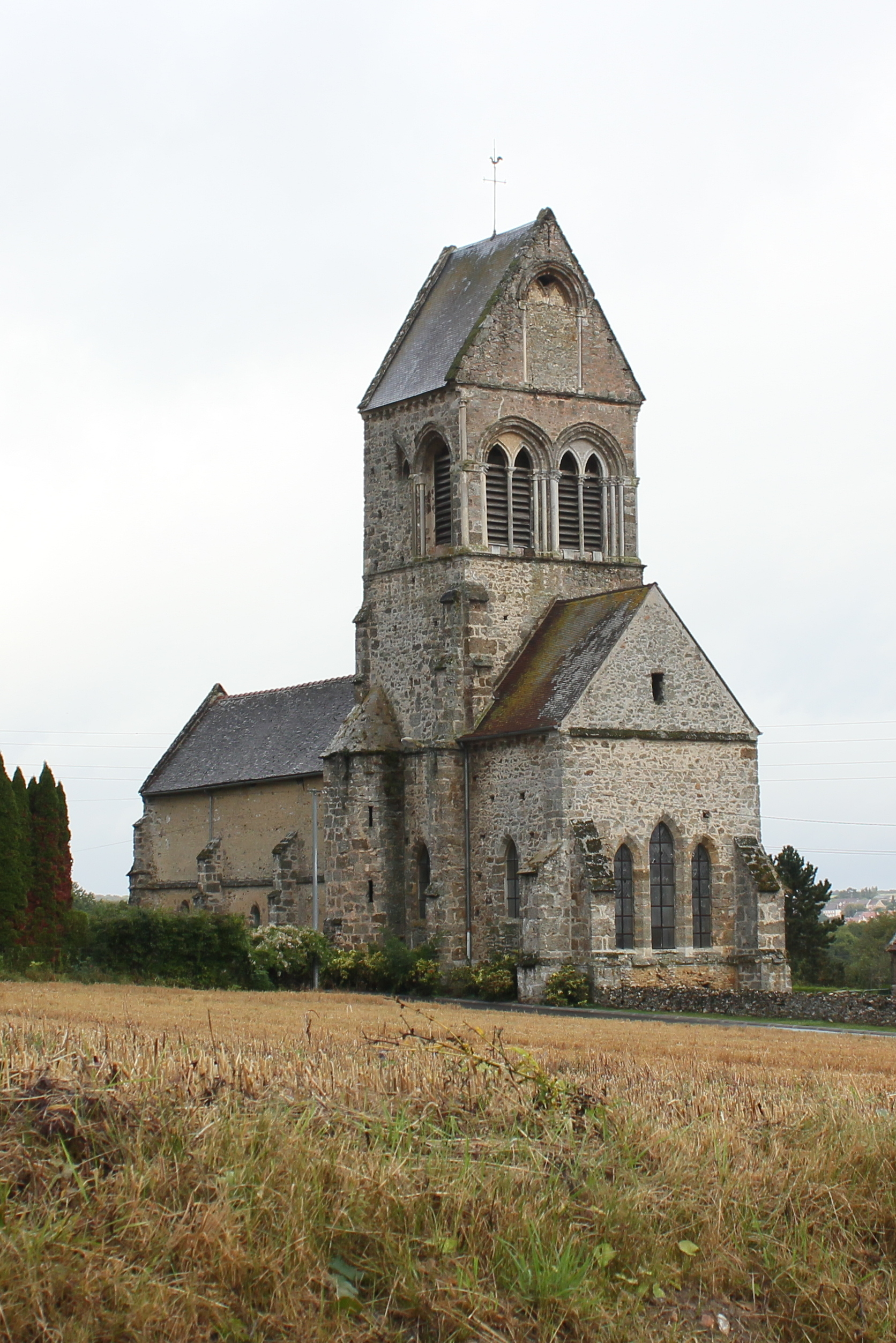
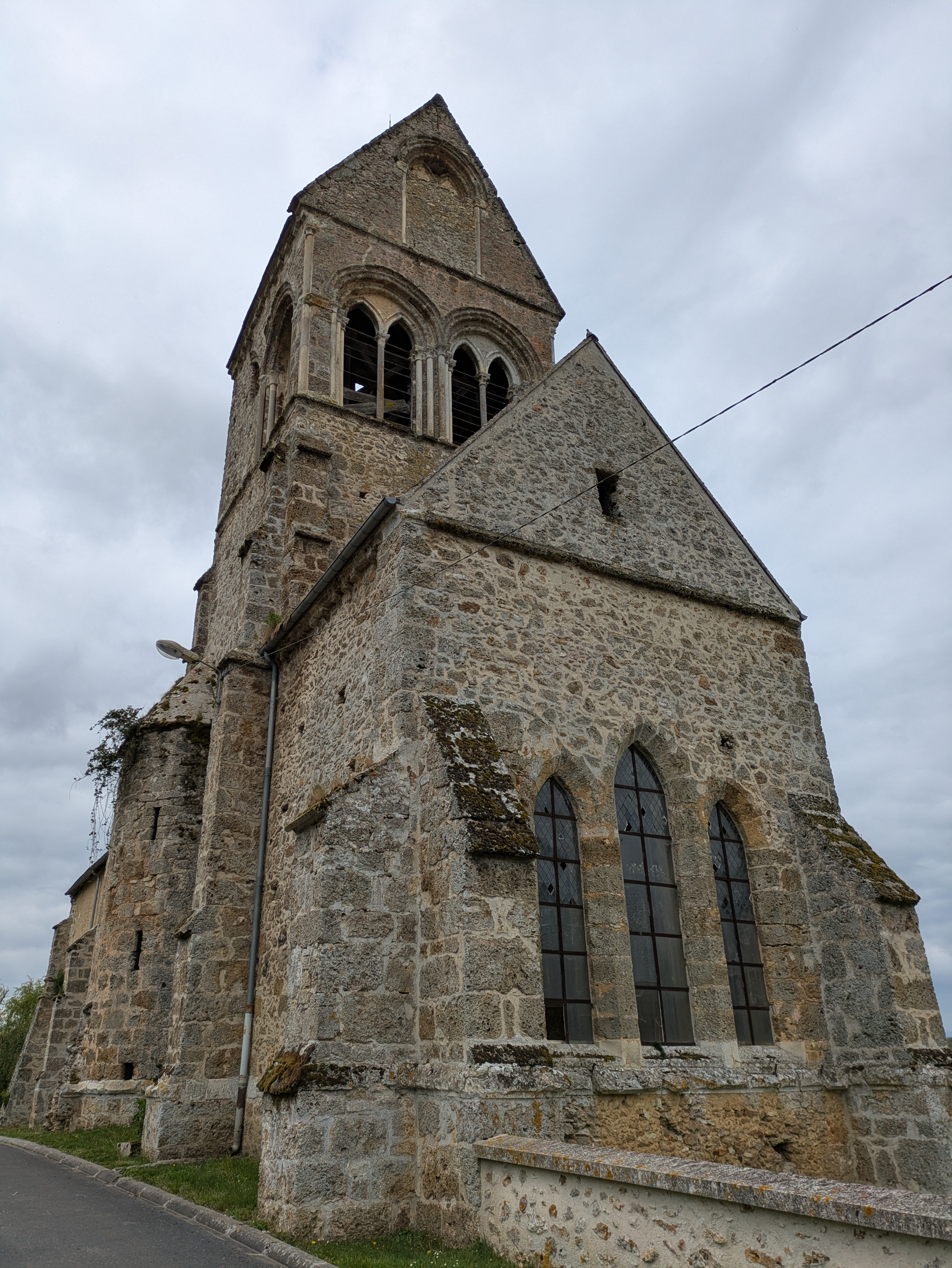
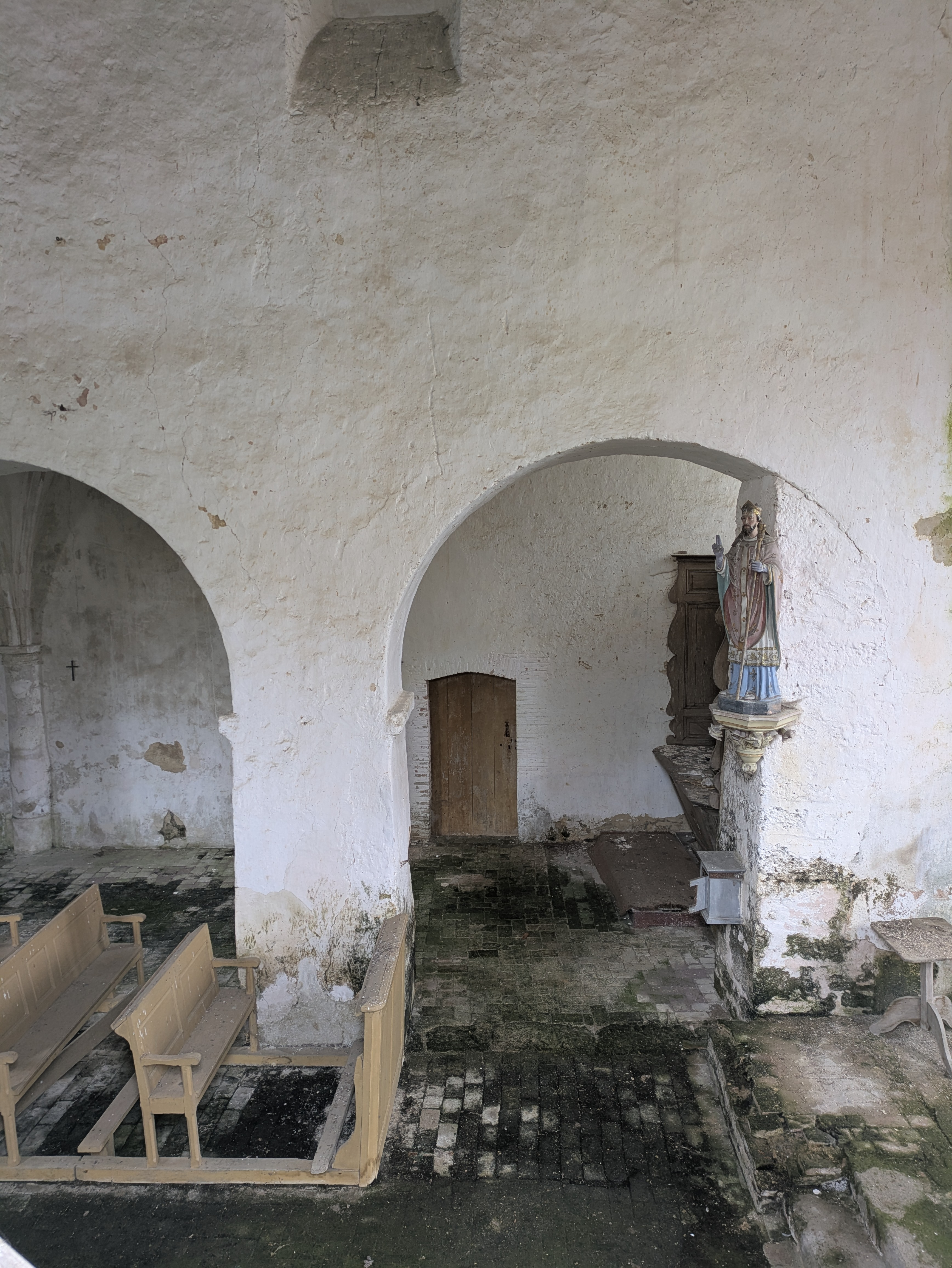

### Personnalités liées à la commune
- André Derocque (1898-1940), chirurgien et militaire français, tué au combat à Corribert[62].